# Tetragoneura tonnoiri
Tetragoneura tonnoiri är en tvåvingeart som beskrevs av Loïc Matile 1989. Tetragoneura tonnoiri ingår i släktet Tetragoneura och familjen svampmyggor. Inga underarter finns listade i Catalogue of Life.